# Western

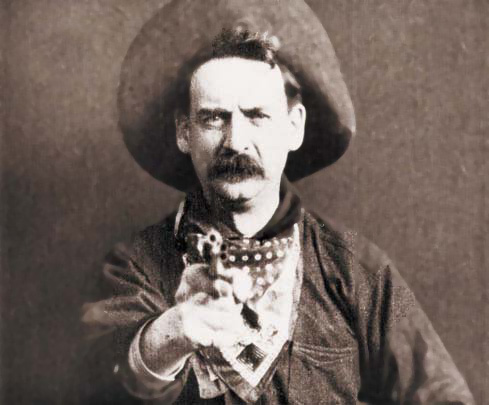
Velká železniční loupež, záběr z amerického filmu z roku 1903, který je považován za první filmový western

Western je žánr především americké dobrodružné literatury a filmu. Preferuje dějové složky příběhu, postavami bývají zejména kovbojové, indiáni a zlatokopové. Příběhy se odehrávají v prostředí Divokého západu a zpravidla vítězí dobro nad zlem.
Western proniknul i do sportu. Mezi nejznámější westernové disciplíny patří westernová střelba a westernové ježdění, se kterým souvisí i rozmach chovu amerických, westernových, plemen koní.

## Nejznámější autoři
- Gustave Aimard
- Joseph Altsheler
- Max Brand
- Francis Bret Harte
- Willa Sibert Cather
- Walter Van Tilburg Clark
- James Fenimore Cooper
- James Oliver Curwood
- Gabriel Ferry
- Friedrich Gerstäcker
- Zane Grey
- Ernest Haycox
- Louis L'Amour
- Elmore Leonard
- Karel May
- Larry McMurtry
- Theodore V. Olsen
- Jack Schaefer
- Fritz Steuben
- B. Traven
- Owen Wister

Z našich spisovatelů se psaním westernů zabýval zejména Eduard Fiker a Jaroslav Moravec.

## Filmový western
Filmový western je tradiční žánr americké kinematografie. Za první film tohoto druhu je považována Velká železniční loupež (The Great Train Robbery), americký němý film z roku 1903 režiséra Edwina Stantona Portera (1870–1941).
Za zvláštní subžánr jsou považovány italské westerny ze šedesátých let 20. století, pro které se vžil název spaghetti-western a westerny natočné v zemích východního bloku (tzv. easterny).

## Hudba
Western pronikl roku 1910 i do vážné hudby. V tomto roce totiž slavný italský skladatel Giacomo Puccini zkomponoval operu Děvče ze Západu (La Fanciulla del West), odehrávající se mezi zlatokopy v Kalifornii.

## Westernový sport
Westernové ježdění je odvětví westernového sportu zaměřeným na jízdu na koni, při které se uplatňují zkušenosti z práce kovbojů. Mezi stěžejní soutěže patří reining – nejmladší disciplína zařazená do olympijských her, Western Pleasure (jízda pro potěšení), Trail (překonávání překážek) a rychlostní disciplíny Barrel Race a Pole Bending.
Nejblíže skutečné westernové práci mají soutěže Cutting (oddělení telete ze stáda) a Team Penning (zahánění telat do ohrady). Co se dobytka týká existuje též disciplína Bullriding, která spočívá v jízdě na divokém býkovi.
Westernový sport nabývá na popularitě, s tím souvisí i nárůst zájmu o chov koní amerických plemen – Appaloosa, Quarter Horse nebo Paint Horse.

## Westernová městečka
Jako zábava pro diváky začala také vznikat westernová městečka, která vypadají jako města z divokého západu. V jejich prostoru se konají různé představení s touto tematikou. V České republice jsou například městečka v Boskovicích a Novém Městě na Moravě. Také existuje westernové městečko v Dnešicích u Plzně jménem Halter Valley.